# 瓜破西
瓜破西（うりわりにし）は、大阪府大阪市平野区にある町名。現行行政地名は瓜破西一丁目から瓜破西三丁目。

## 地理
平野区の南西部に位置し、北に喜連西、川を挟んで南に瓜破南、東に瓜破、西に東住吉区住道矢田と接している。

### 河川
- 大和川

## 歴史
瓜破と言う地名は昔大阪市平野区喜連西にある善法寺の偉い和尚が瓜を割り瓜破と名付けたと言われている。

### 沿革
- 1974年（昭和49年）、大阪市東住吉区瓜破西之町の一部より成立[5]。

## 世帯数と人口
2024年（令和6年）9月30日現在の世帯数と人口は以下の通りである。
| 丁目         | 世帯数    | 人口    |
| ------------ | --------- | ------- |
| 瓜破西一丁目 | 2,634世帯 | 4,722人 |
| 瓜破西二丁目 | 1,092世帯 | 2,181人 |
| 瓜破西三丁目 | 683世帯   | 1,383人 |
| 計           | 4,409世帯 | 8,286人 |

### 人口の変遷
国勢調査による人口の推移。
| 1995年（平成7年）  | 12,068人 | [ 6 ]  |  |
| 2000年（平成12年） | 11,302人 | [ 7 ]  |  |
| 2005年（平成17年） | 10,067人 | [ 8 ]  |  |
| 2010年（平成22年） | 9,575人  | [ 9 ]  |  |
| 2015年（平成27年） | 8,999人  | [ 10 ] |  |
| 2020年（令和2年）  | 8,526人  | [ 11 ] |  |

### 世帯数の変遷
国勢調査による世帯数の推移。
| 1995年（平成7年）  | 4,494世帯 | [ 6 ]  |  |
| 2000年（平成12年） | 4,546世帯 | [ 7 ]  |  |
| 2005年（平成17年） | 4,236世帯 | [ 8 ]  |  |
| 2010年（平成22年） | 4,153世帯 | [ 9 ]  |  |
| 2015年（平成27年） | 4,066世帯 | [ 10 ] |  |
| 2020年（令和2年）  | 4,006世帯 | [ 11 ] |  |

## 学区
市立小・中学校に通う場合、学区は以下の通りとなる。なお、小学校・中学校入学時に学校選択制度を導入しており、通学区域以外に通学区域に隣接している小学校・平野区内にある中学校から選択することも可能。
| 丁目         | 番   | 小学校               | 中学校               |
| ------------ | ---- | -------------------- | -------------------- |
| 瓜破西一丁目 | 全域 | 大阪市立瓜破北小学校 | 大阪市立瓜破西中学校 |
| 瓜破西二丁目 | 全域 | 大阪市立瓜破西小学校 | 大阪市立瓜破西中学校 |
| 瓜破西三丁目 | 全域 | 大阪市立瓜破西小学校 | 大阪市立瓜破西中学校 |

## 事業所
2021年（令和3年）現在の経済センサス調査による事業所数と従業員数は以下の通りである。
| 丁目         | 事業所数  | 従業員数 |
| ------------ | --------- | -------- |
| 瓜破西一丁目 | 82事業所  | 533人    |
| 瓜破西二丁目 | 65事業所  | 494人    |
| 瓜破西三丁目 | 32事業所  | 157人    |
| 計           | 179事業所 | 1,184人  |

## 交通

### バス
2020年4月現在
- 大阪シティバス[15]
  - 4号系統：喜連西池前
  - 14号系統：瓜破西 → 瓜破西一丁目
- 北港観光バス[16]
  - 西田辺瓜破西線：瓜破西 - 瓜破西2丁目 - 瓜破西3丁目

### 道路
- 国道479号

## 施設
- 大阪市立瓜破西中学校
- 大阪市立瓜破西小学校
- 平野警察署 瓜破西交番
- 平野瓜破西郵便局[17]
- 平野瓜破西二郵便局[18]
- 大阪厚生信用金庫 平野支店[19]
- 瓜破西北公園
- 瓜破西ヶ池公園

## その他

### 日本郵便
- 〒547-0025[3]（集配局：平野郵便局[20]）